# Sint-Jan-de-Doperkerk (Flémalle-Grande)

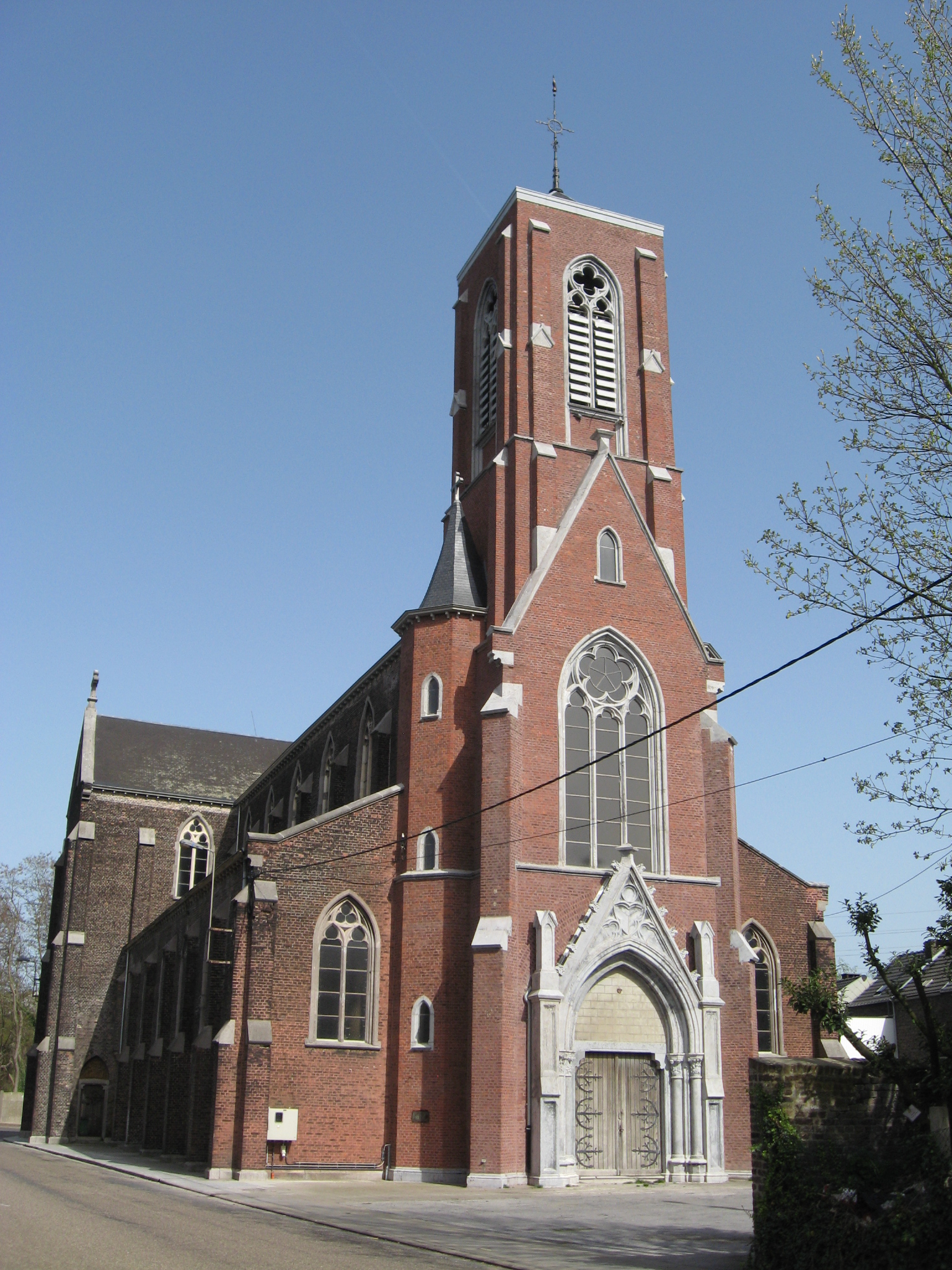
Sint-Jan-de-Doperkerk

De Sint-Jan-de-Doperkerk (Église Saint-Jean-Baptiste) is de parochiekerk van Flémalle-Grande, behorende tot de Belgische gemeente Flémalle. De kerk bevindt zich aan de Rue de l'Église 15.
Het is een neogotisch kerkgebouw in baksteen, met omlijstingen en dergelijke in kalksteen. De kerk werd in 1882 gebouwd naar ontwerp van Eugène Halkin. Het is een kruisbasiliek met voorgebouwde toren, gedekt door een tentdak.
De kerk bezit een neogotisch interieur. Ook is er een 16e-eeuws hardstenen doopvont in gotische stijl, voorzien van vier maskers. Ook zijn er grafstenen van Jehan de Lonchin († 1552) en Marguarit de Pousseur.